# Haapajärvi (sjö i Finland, Södra Österbotten, lat 63,32, long 23,45)
Haapajärvi är en sjö i Finland. Den ligger i kommunen Evijärvi i landskapet Södra Österbotten, i den centrala delen av landet, 400 km norr om huvudstaden Helsingfors. Haapajärvi ligger 69,2 meter över havet. Arean är 1,93 kvadratkilometer och strandlinjen är 12,18 kilometer lång. Sjön  ingår i Purmo å huvudavrinningsområde.   I omgivningarna runt Haapajärvi växer i huvudsak blandskog.